# Tour du Cygne

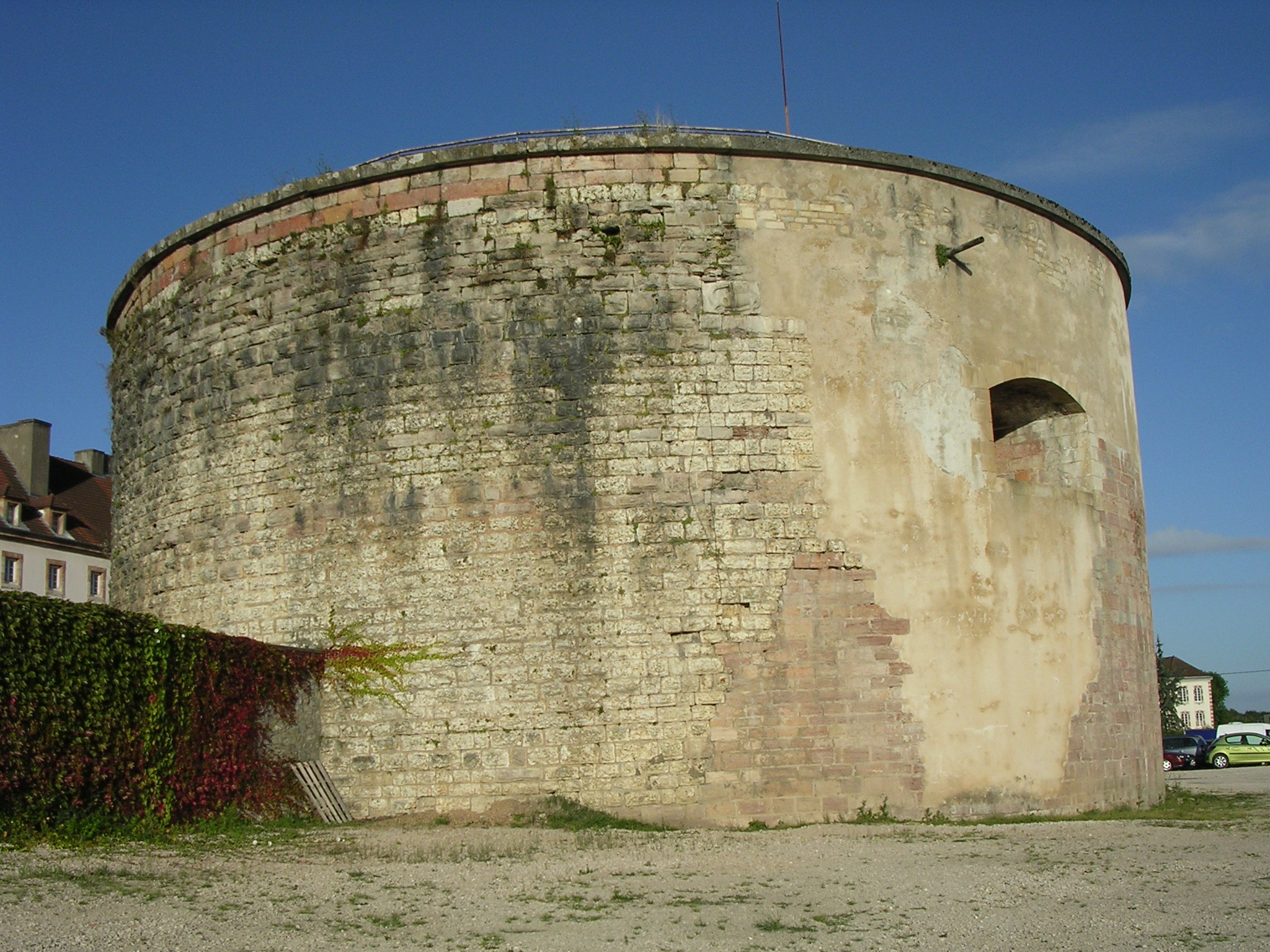
Tour du Cygne

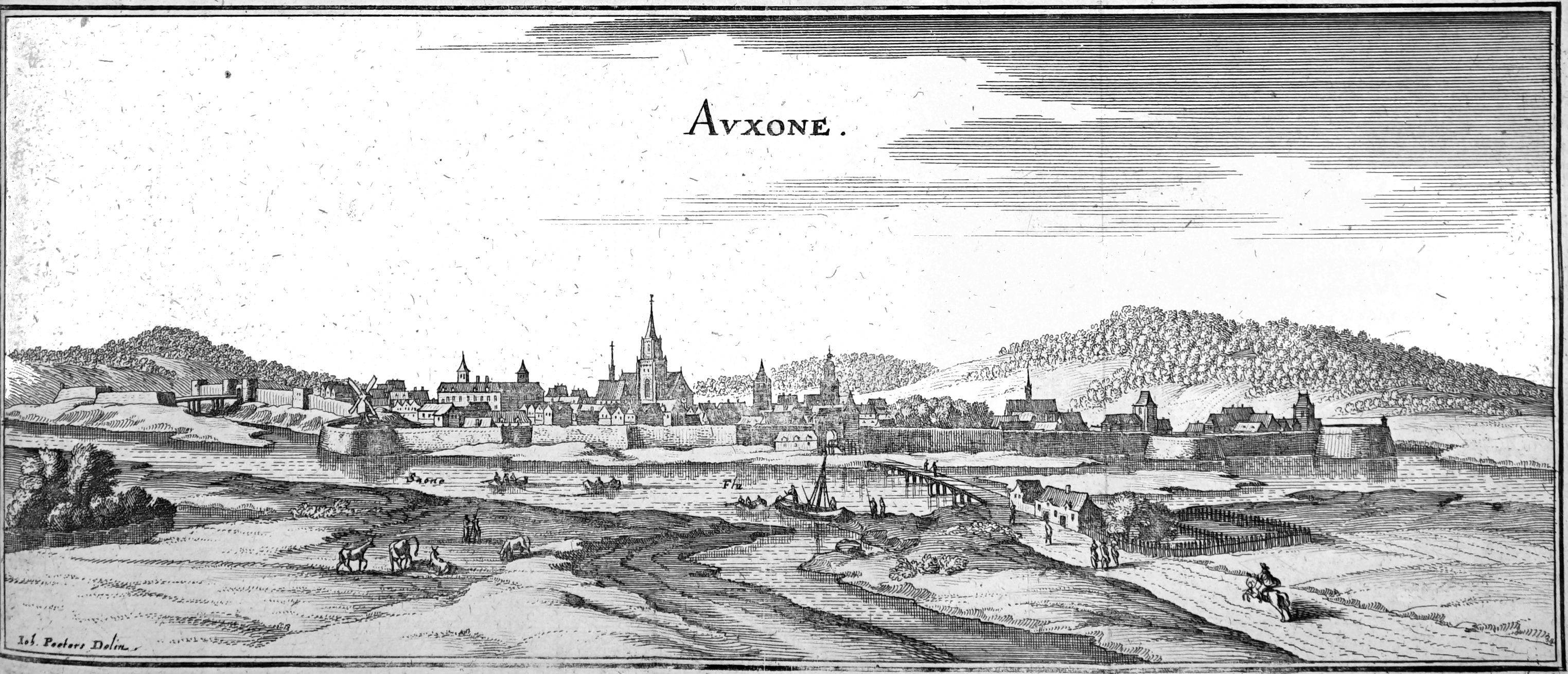
Auxonne in 1656; de Tour du Cygne is de meest linkse toren

De Tour du Cygne (vertaald: Toren van de zwaan) of ook Tour du Signe is een toren in de Franse stad Auxonne, die deel uitmaakte van de stadsomwalling van de stad. De ronde toren werd gebouwd voor 1375. 

## Geschiedenis
In de middeleeuwen had Auxonne een stadsmuur met 26 torens en vier poorten. De Tour du Cygne was de hoektoren in het noordoosten van de stad. Al in 1375 stond hier een toren met de naam Tour Chatillon. 
In 1525 werd de toren versterkt door een buitenste laag in natuursteen. Bij die gelegenheid werd een gebeeldhouwde salamander aangebracht, het symbool van koning Frans I.
In de jaren 1670 werd beslist om de versterking van de stad te moderniseren en in overeenstemming te brengen met de nieuwe krijgstechnieken. Aan de kwetsbare noordelijke zijde werd de bouw van drie bastions gepland met daarvoor halve manen. Dit waren van oost naar west, Bastion du Cygne, Bastion Royal en Bastion du Béchaux. De noordelijke zijde als geheel kreeg de naam Front royal als eerbetoon aan koning Lodewijk XIV. De Tour du Cygne bleef bewaard en kwam centraal in het Bastion du Cygne, gebouwd tussen 1673 en 1679, te staan.
De toren samen met de nabijgelegen Porte royale (een stadspoort) werden in 1939 beschermd als historisch monument.

## Beschrijving
De toren is gebouwd in baksteen en grotendeels bedekt met een natuurstenen buitenlaag. De toren is volledig rond en werd op provisorische wijze afgedekt met een rond dak om hem te beschermen tegen de weerselementen.
Het bastion waarop de toren stond is grotendeels verdwenen.